# Pico Ruivo

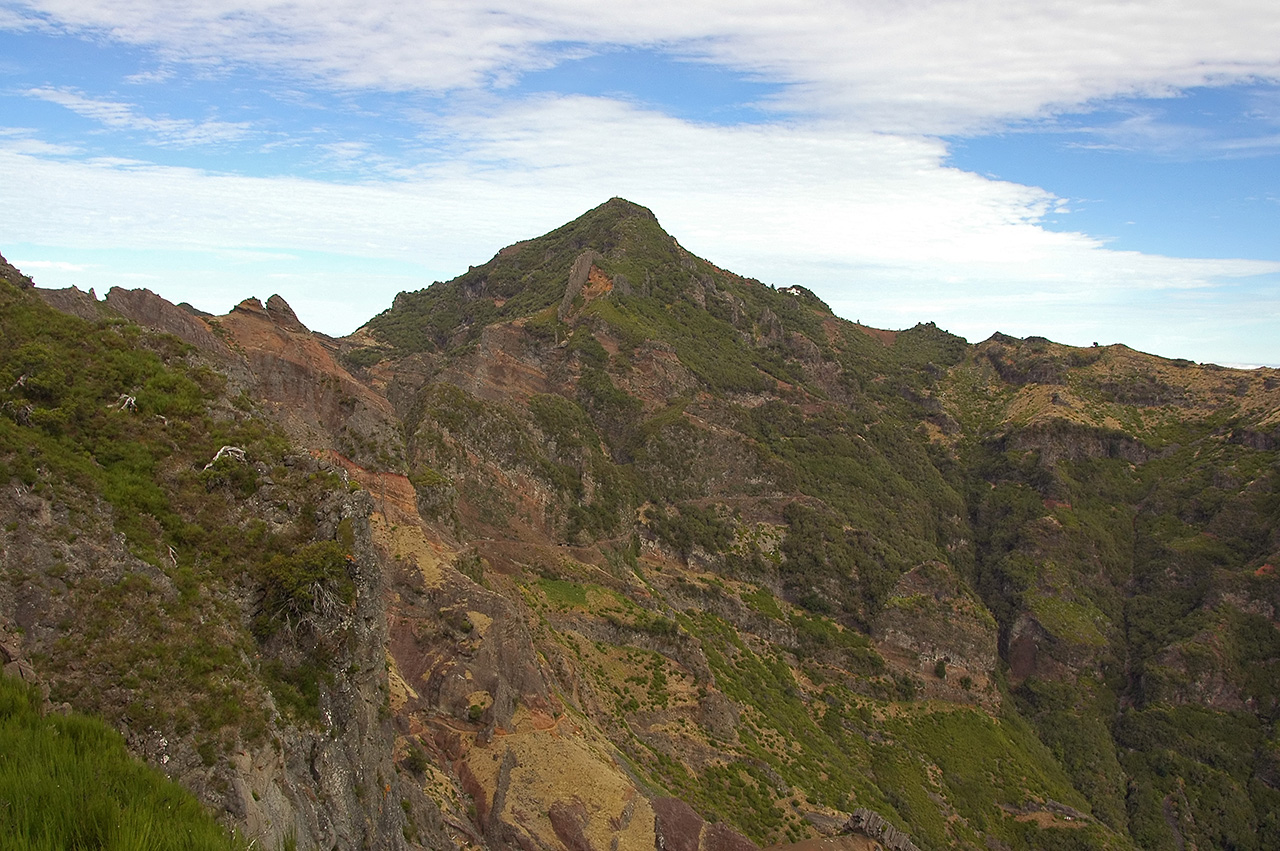
A Pico Ruivo csúcs

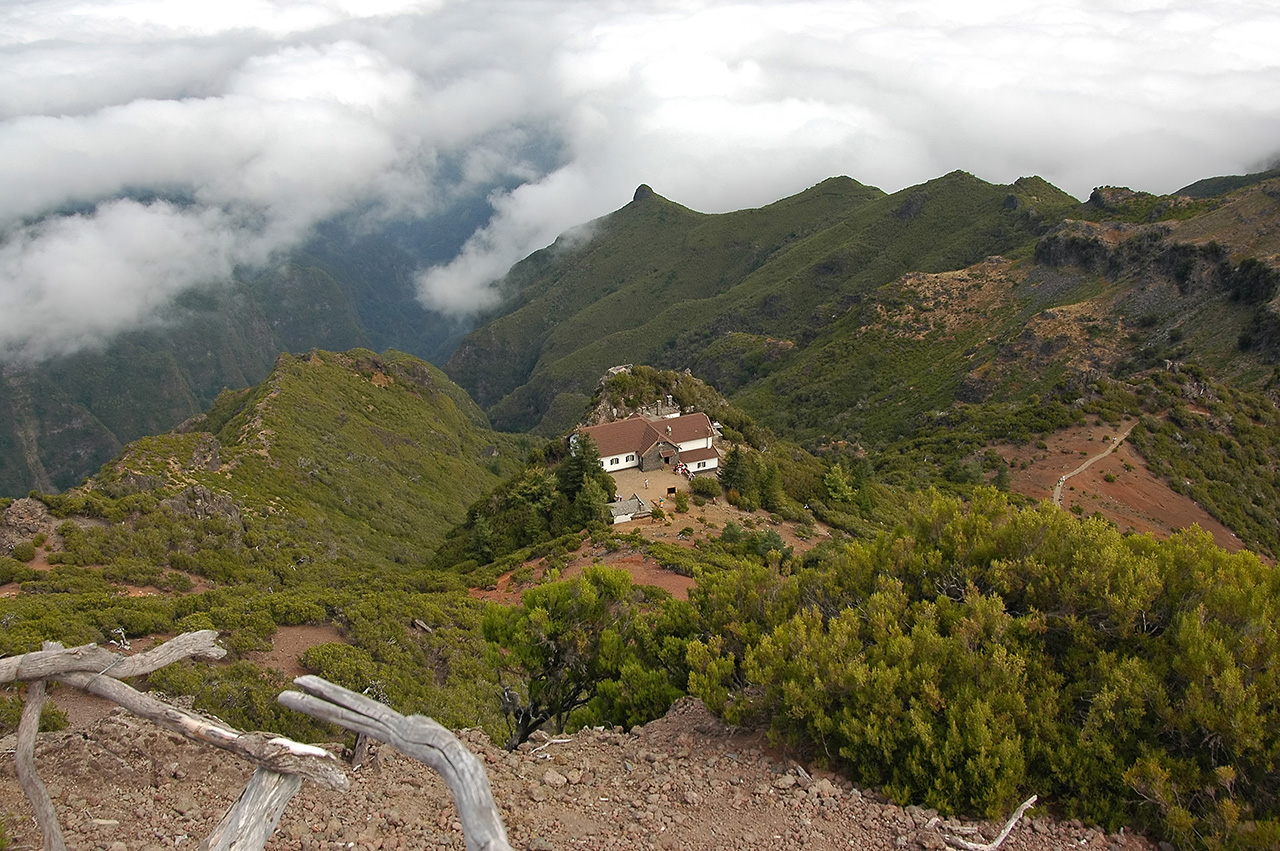
Turistaház a csúcsról Achada do Teixeira felé vezető út mellett

A Pico Ruivo (1862 m) Madeira legmagasabb hegycsúcsa a sziget középvonalához közel végighúzódó, nagy vízválasztó gerincen ott, ahol annak nyugat–keleti fő iránya megtörik, és a gerinc egy rövid szakaszon (a Pico do Arieiro csúcsig) délnek halad. A Pico Ruivo a sziget egyik viszonylag kiépített, több turistaúton is megközelíthető magassági pontja.
Az egyik turistaút a Pico do Arieiro csúcs tövében álló Pousada do Pico Arieiro turistaháztól (kb. 1800 m-ről) indul, és kétfelé ágazik: az egyik végigvezet a hegylánc észak felé nyúló gerincén, a rövidebb, könnyebben járható ösvény pedig több kivilágítatlan alagúton halad át.
A másik turistaút a Santanától nyugatra kiépített Achada do Teixeira kilátóponton (1592 m) kezdődik, és jóval kényelmesebb: a szintkülönbség jelentős részét lépcsőkön küzdhetjük le.
A csúcs tövében turistaház várja a felkapaszkodókat.